# Podallea leroiana
Podallea leroiana är en insektsart som först beskrevs av Peter Esben-Petersen 1915.  
Podallea leroiana ingår i släktet Podallea och familjen Berothidae. Inga underarter finns listade i Catalogue of Life.